# Jonatan Torresi
Jonatan Torresi (Casilda, Santa Fe, 13 de mayo de 1994) es un baloncestista argentino que se desempeña como escolta en Ferro de la Liga Nacional de Básquet de Argentina. 

## Trayectoria

### Clubes
| Club                    | País      | Año             |
| ----------------------- | --------- | --------------- |
| Aprendices Casildenses  | Argentina | 2012 - 2013     |
| Deportivo Norte         | Argentina | 2013 - 2020     |
| Ameghino de Villa María | Argentina | 2020 - 2021     |
| Ferro                   | Argentina | 2021 - 2022     |
| Oberá                   | Argentina | 2022 - 2023     |
| Importadora Alvarado    | Ecuador   | 2023            |
| Oberá                   | Argentina | 2023 - 2025     |
| Ferro                   | Argentina | 2025 - presente |